# Megaerops ecaudatus
Il pipistrello della frutta senza coda di Temminck (Megaerops ecaudatus  Temminck, 1837) è un pipistrello appartenente alla famiglia degli Pteropodidi, diffuso nell'Ecozona orientale.

## Descrizione

### Dimensioni
Pipistrello di medie dimensioni con la lunghezza della testa e del corpo tra 70 e 100 mm, la lunghezza dell'avambraccio tra 50,5 e 59 mm, la lunghezza del piede di 12 mm, la lunghezza delle orecchie di 13 mm e un peso fino a 38 g.

### Aspetto
La pelliccia è corta. Le parti dorsali sono marroni con la base dei peli grigia, la nuca è più chiara, mentre le parti ventrali sono grigio argentate. Sul mento è presente una macchia giallastra. Il muso è corto e largo, le narici sono tubulari e separate tra loro da un profondo solco longitudinale. Le orecchie sono relativamente corte e prive di bordi più chiari. Le ali sono attaccate posteriormente alla base dell'alluce. La tibia è ricoperta dorsalmente di peli. È privo di coda mentre l'uropatagio è ridotto ad una sottile membrana lungo la parte interna degli arti inferiori. Il numero cromosomico è 2n=26.

## Biologia

### Comportamento
Si rifugia solitariamente nella densa vegetazione.

### Alimentazione
Si nutre principalmente di frutti di specie native di Ficus.

### Riproduzione
La stagione riproduttiva è ampia e si protrae dai primi mesi dell'anno fino a giugno. La metà delle femmine gravide sono state registrate a febbraio.

## Distribuzione e habitat
Questa specie è diffusa nella Thailandia peninsulare, Penisola Malese, Sumatra e Borneo.
Vive in diversi tipi di habitat, dalle foreste di sempreverdi alle foreste secondarie tra 500 e 3.000 metri di altitudine.

## Conservazione
La IUCN Red List, considerato il vasto Areale e nonostante non sia localmente comune, classifica M.ecaudatus come specie a rischio minimo (Least Concern)).

## Not e
1. 1 2 3  (EN) Bates, P., Bumrungsri, S., Suyanto, A. & Francis, C. 2008, Megaerops ecaudatus, su IUCN Red List of Threatened Species, Versione 2020.2, IUCN, 2020.
2. ↑  (EN) D.E. Wilson e D.M. Reeder, Megaerops ecaudatus, in Mammal Species of the World. A Taxonomic and Geographic Reference, 3ª ed., Johns Hopkins University Press, 2005, ISBN 0-8018-8221-4.
3. ↑  Lekagul & McNeely, 1977.